# Trolejbusy w Dżyzaku
Trolejbusy w Dżyzaku − zlikwidowany system komunikacji trolejbusowej w Dżyzaku w Uzbekistanie.

## Historia
Trolejbusy w Dżyzaku uruchomiono w 1997. W ostatnich latach w mieście istniała jedna linia trolejbusowa o długości 13 km:
- 2: Махалля Бунед - Чулочная ф-ка

Lina nr 1 nie kursowała z powodu kradzieży sieci trakcyjnej. Trasa linii:
- 1: Чулочно-носочняа фабрика - Автовокзал

Ostatnią czynną linię trolejbusową nr 2 zamknięto w styczniu 2010.

## Tabor
W Dżyzaku eksploatowano wyłącznie trolejbusy ZiU-9. Przed zamknięciem systemu w miecie było 5 trolejbusów w tym:
- 1 trolejbus wyprodukowany w 1997
- 3 trolejbusy zakupione jako używane z Samarkandy.